# 韦德马克
韦德马克（德語：Wedemark，發音：[ˈveːdəmaʁk]）是德国下萨克森州汉诺威地区的市镇，面积174.27平方千米，2023年12月31日人口为30,060人。